# Статут Міжнародного Суду ООН
Статут Міжнародного суду ООН — невід'ємна частина Статуту ООН, визначає організаційні засади, порядок діяльності, компетенцію та процедуру Міжнародного Суду ООН. Є правовою основою діяльності Суду.

## Історія

### Постійна палата міжнародного правосуддя
Першим міжнародним судовим органом, призначеним для мирного вирішення спорів, була Постійна палата міжнародного правосуддя (ППМП), заснована в 1920 році під егідою Ліги Націй.
Палата була створена і фінансувалася Лігою Націй, тим не менш, Палата не була частиною Ліги, а її Статут не був частиною Статуту Ліги. Держава, яка стала членом Ліги, не ставало автоматично стороною статуту ППМП. З іншого боку, було підписано кілька сотень договорів, які передбачають юрисдикцію ППМП у спорах, пов'язаних з цими договорами.
У період з 1922 по 1940 рік ППМП винесла рішення за 29 спорами держав і прийняла 27 консультативних висновків, з яких майже всі були виконані. Палата також внесла істотний внесок в розвиток міжнародного права. Її діяльність була перервана Другою світовою війною, а потім, в 1946 р, разом з Лігою Націй Палата була розпущена. Наступником Палати став Міжнародний суд ООН.

### Утворення Міжнародного суду ООН
9 жовтня 1944 по завершенні Думбартон-Окської конференції були прийняті «Пропозиції щодо створення загальної міжнародної організації», що містили в тому числі положення про утворення в рамках такої організації міжнародного судового органу. Для підготовки проекту статуту майбутнього судового органу Сполучені Штати Америки від імені чотирьох держав, представлених в Думбартон-Оксі, в квітні 1945 року скликали у Вашингтоні Комітет юристів Об'єднаних Націй, що складався з представників 44 держав. Проект, розроблений Комітетом на основі Статуту ППМП, був представлений Конференції Об'єднаних Націй зі створення міжнародної організації, яка відкрилася 25 квітня 1945 року в Сан-Франциско.
На цій Конференції було прийнято рішення створити новий судовий орган, який відповідно до остаточно прийнятої статті 92 Статуту Організації Об'єднаних Націй «є головним судовим органом Організації Об'єднаних Націй» і діє відповідно до свого Статуту. Відповідно до того ж рішення Статут Міжнародного Суду, який додається до Статуту Організації Об'єднаних Націй, становить невід'ємну частину Статуту. Статут був прийнятий одноголосно разом з Статутом по завершенні Конференції 25 червня 1945 року і набрав чинності у відповідності з пунктом 3 статті 110 Статуту 24 жовтня 1945 року.
Вперше Суд зібрався 3 квітня 1946 року у Палаці миру і 6 квітня обрав свого Голову, Віце-голову і секретаря Ради Європи. Першим Головою Суду був обраний суддя Хосе Густаво Герреро (Сальвадор), який був Головою ППМП аж до її розпуску. 18 квітня 1946 року Міжнародний Суд провів своє перше публічне засідання.